# 沈威胜
沈威胜（英语：Welson Sim Wee Sheng，1997年3月29日—），為马来西亚游泳运动员，曾代表馬來西亞出戰2016年與2020年夏季奥林匹克运动会。

## 经历
沈威胜于10岁时开始接触游泳，一年后于Sarawak President Cup“出道”。当初跃入泳池，主要目的不是为了赢得金牌，而是因为患上哮喘，想强身健体。

## 运动资历
沈威胜曾經在澳洲墨尔本举行的维多利亚州公开赛中的男子400公尺自由泳项目里勇挫奥运会冠军马克霍顿获得亚军。马来西亚奥运史上首位A标获奥运参赛资格的沈威胜，在决赛中游出3分54秒07的成绩，此次比赛的冠军是澳洲泳将大卫麦基昂（3分50秒74），而馬克霍顿只游出3分54秒53排名第三。
2017年他在环地中海游泳赛摩纳哥站首日比赛中，爆冷击败奥运金牌得主霍顿，勇夺冠军，并在男子400公尺自由泳的项目中游出3分49秒48的成绩，还刷新了本身与去年（2016年）3月在新加坡举行的全国分龄赛中创下的3分50秒33全国纪录，成为第二位在这项赛事赢获金牌的大马泳将。在里约奥运会夺得金牌的霍顿，仅以3分50秒13获得银牌，铜牌則是游出3分51秒18的中国选手邱子傲。

### 征戰奧運
2016年，他代表馬來西亞出征里約奧運，在男子400米自由泳預賽中游出3:51.57，排名第34，無緣晉級決賽。
2020年東京奧運，他在男子400米自由泳預賽中游出3:58.25，與個人最佳紀錄3分49.29秒相距甚遠，唯排名33，較上一届奧運進步一席名次。